# Ruining Lives
Ruining Lives ist das neunte Studioalbum der amerikanischen Metal-Band Prong. Es erschien im April 2014 bei Steamhammer/SPV.

## Entstehung
Erstmals arbeitete Tommy Victor bei der Albumproduktion ausschließlich mit Chris Collier zusammen – der auch als Toningenieur fungierte –, wobei Victor alle Instrumente spielte außer das Schlagzeug, das Collier überwiegend programmierte. Steve Evetts zeichnete für die Gesangsproduktion beziehungsweise Additional Engineering verantwortlich und mischte das Album auch ab. Alle Titel wurden von Victor und Collier geschrieben, außer der Titelsong von Alexei Rodriguez, Chris Collier, Jason Christopher und Tommy Victor. Alle Texte stammen von Victor. Bei Windows Shut war Sammy D’Ambruoso am Arrangement beteiligt, bei Chamber of Thought schrieb Justin Manning mit und spielte ein Gitarrensolo ein.

## Rezeption
Gregory Heaney schrieb bei AllMusic: „And while that sound might not be the revelation that it was a couple of decades ago, the band is still full of energy, making Ruining Lives an album that won’t ruin the days of any fans looking for a Prong fix.“ Die Bewertung lag bei drei von fünf Sternen.

## Titelliste
1. Turnover (Tommy Victor, Chris Collier)
2. The Barriers (Victor, Collier)
3. Windows Shut (Victor, Collier)
4. Remove, Separate Self (Victor, Collier)
5. Ruining Lives (Victor, Collier, Jason Christopher, Alexei Rodrigues)
6. Absence of Light (Victor, Collier)
7. The Book of Change (Victor, Collier)
8. Self Will Run Riot (Victor, Collier)
9. Come to Realize (Victor, Collier)
10. Chamber of Thought (Victor, Collier, Justin Manning)
11. Limitations and Validations (Victor, Collier)
12. Retreat (Bonustitel der Digipak- und 2-LP-Ausgaben) (Victor, Collier)